# Bundestagswahlkreis Regensburg
Der Wahlkreis Regensburg (Wahlkreis 232; bis zur Bundestagswahl 2021 Wahlkreis 233) ist seit 1949 ein Bundestagswahlkreis in Bayern. Er umfasst die kreisfreie Stadt Regensburg und den Landkreis Regensburg ohne die Gemeinden Brennberg und Wörth an der Donau. Der Wahlkreis wurde bisher bei allen Bundestagswahlen von den Direktkandidaten der CSU gewonnen.

## Wahlergebnisse

### Bundestagswahl 2025
Zur Bundestagswahl 2025 am 23. Februar wurden 12 Direktkandidaten und 17 Landeslisten zugelassen.
| Kandidaten                               | Kandidaten               | Parteien/Listen     | Erststimmen | Erststimmen | Zweitstimmen | Zweitstimmen |
| Kandidaten                               | Kandidaten               | Parteien/Listen     | Stimmen     | %           | Stimmen      | %            |
| ---------------------------------------- | ------------------------ | ------------------- | ----------- | ----------- | ------------ | ------------ |
|                                          | Peter Aumergewählt im WK | CSU                 | 80.980      | 38,3        | 75.587       | 35,7         |
|                                          | Carolin Wagner           | SPD                 | 27.602      | 13,0        | 23.589       | 11,1         |
|                                          | Stefan Schmidt           | GRÜNE               | 27.691      | 13,1        | 28.292       | 13,4         |
|                                          | Ulrich Lechte            | FDP                 | 5.231       | 2,5         | 7.406        | 3,5          |
|                                          | Carina Schießl           | AfD                 | 37.931      | 17,9        | 39.743       | 18,8         |
|                                          | Regina Seebauer-Sperl    | FREIE WÄHLER        | 11.195      | 5,3         | 10.440       | 4,9          |
|                                          | Sebastian Wanner         | Die Linke           | 9.721       | 4,6         | 14.778       | 7,0          |
|                                          | -                        | dieBasis            | –           | –           | 526          | 0,2          |
|                                          | Christoph Hübner         | Tierschutzpartei    | 2.039       | 1,0         | 1.405        | 0,7          |
|                                          | –                        | Die PARTEI          | –           | –           | 726          | 0,3          |
|                                          | Hannes Eberhardt         | ÖDP                 | 1.654       | 0,8         | 856          | 0,4          |
|                                          | –                        | BP                  | –           | –           | 232          | 0,1          |
|                                          | Christian Kunz           | Volt                | 2.170       | 1,0         | 1.665        | 0,8          |
|                                          | –                        | PdH                 | –           | –           | 147          | 0,1          |
|                                          | –                        | MLPD                | –           | –           | 32           | 0,0          |
|                                          | Anton Beer               | BÜNDNIS DEUTSCHLAND | 319         | 0,2         | 206          | 0,1          |
|                                          | Irmgard Freihoffer       | BSW                 | 5.135       | 2,4         | 6.228        | 2,9          |
| Gesamt                                   | Gesamt                   | Gesamt              | 211.668     | 100         | 211.858      | 100          |
|                                          |                          |                     |             |             |              |              |
| Ungültige Stimmen                        | Ungültige Stimmen        | Ungültige Stimmen   | 757         | 0,4         | 567          | 0,3          |
| Wähler                                   | Wähler                   | Wähler              | 212.425     | 84,7        | 212.425      | 84,7         |
| Wahlberechtigte                          | Wahlberechtigte          | Wahlberechtigte     | 250.692     |             | 250.692      |              |
|                                          |                          |                     |             |             |              |              |
| Quellen: Die Bundeswahlleiterin, Stimmen |                          |                     |             |             |              |              |

Kursive Direktkandidaten kandidieren nicht für die Landesliste, kursive Parteien treten ohne Landesliste an.

### Bundestagswahl 2021
Zur Bundestagswahl 2021 am 26. September wurden 13 Direktkandidaten und 26 Landeslisten zugelassen.
| Kandidaten                               | Kandidaten                 | Parteien/Listen      | Erststimmen | Erststimmen | Zweitstimmen | Zweitstimmen |
| Kandidaten                               | Kandidaten                 | Parteien/Listen      | Stimmen     | %           | Stimmen      | %            |
| ---------------------------------------- | -------------------------- | -------------------- | ----------- | ----------- | ------------ | ------------ |
|                                          | Peter Aumergewählt im WK   | CSU                  | 69.842      | 35,3        | 61.187       | 30,9         |
|                                          | Carolin Wagner             | SPD                  | 32.850      | 16,6        | 34.563       | 17,4         |
|                                          | Dieter Arnold              | AfD                  | 16.557      | 8,4         | 17.343       | 8,8          |
|                                          | Ulrich Lechte              | FDP                  | 13.754      | 7,0         | 18.773       | 9,5          |
|                                          | Stefan Schmidt             | GRÜNE                | 30.333      | 15,3        | 32.094       | 16,2         |
|                                          | Eva-Maria Schreiber †      | DIE LINKE            | 6.023       | 3,0         | 6.798        | 3,4          |
|                                          | Rainer-Michael Rößler      | FREIE WÄHLER         | 17.906      | 9,1         | 16.618       | 8,4          |
|                                          | Robert Fischer             | ÖDP                  | 2.927       | 1,5         | 1.419        | 0,7          |
|                                          | -                          | Tierschutzpartei     | –           | –           | 1.884        | 1,0          |
|                                          | Andreas Thomas Schambeck   | BP                   | 1.745       | 0,9         | 963          | 0,5          |
|                                          | Romy Freund                | Die PARTEI           | 2.734       | 1,4         | 1.485        | 0,7          |
|                                          | -                          | PIRATEN              | –           | –           | 528          | 0,3          |
|                                          | –                          | NPD                  | –           | –           | 101          | 0,1          |
|                                          | –                          | V-Partei³            | –           | –           | 189          | 0,1          |
|                                          | –                          | Gesundheitsforschung | –           | –           | 178          | 0,1          |
|                                          | -                          | MLPD                 | –           | –           | 21           | 0,0          |
|                                          | –                          | DKP                  | –           | –           | 47           | 0,0          |
|                                          | Jörg Gerhard Brunschweiger | dieBasis             | 2.567       | 1,3         | 2.526        | 1,3          |
|                                          | –                          | Bündnis C            | –           | –           | 85           | 0,0          |
|                                          | –                          | III. Weg             | –           | –           | 54           | 0,0          |
|                                          | -                          | du.                  | –           | –           | 82           | 0,0          |
|                                          | Roland Heinrich Gruber     | LKR                  | 90          | 0,0         | 51           | 0,0          |
|                                          | -                          | Die Humanisten       | –           | –           | 196          | 0,1          |
|                                          | –                          | Team Todenhöfer      | –           | –           | 335          | 0,2          |
|                                          | -                          | UNABHÄNGIGE          | –           | –           | 243          | 0,1          |
|                                          | –                          | Volt                 | –           | –           | 412          | 0,2          |
|                                          | Jakob Friedl               | Einzelbewerber       | 384         | 0,2         | –            | –            |
| Gesamt                                   | Gesamt                     | Gesamt               | 197.712     | 100         | 198.175      | 100          |
|                                          |                            |                      |             |             |              |              |
| Ungültige Stimmen                        | Ungültige Stimmen          | Ungültige Stimmen    | 1.225       | 0,6         | 762          | 0,4          |
| Wähler                                   | Wähler                     | Wähler               | 198.937     | 80,2        | 198.937      | 80,2         |
| Wahlberechtigte                          | Wahlberechtigte            | Wahlberechtigte      | 248.192     |             | 248.192      |              |
|                                          |                            |                      |             |             |              |              |
| Quellen: Die Bundeswahlleiterin, Stimmen |                            |                      |             |             |              |              |

Kursive Direktkandidaten kandidieren nicht für die Landesliste, kursive Parteien sind nicht Teil der Landesliste.

### Bundestagswahl 2017
Zur Bundestagswahl 2017 am 24. September wurden 10 Direktkandidaten und 21 Landeslisten zugelassen.
| Direktkandidat      | Partei               | Erststimmen in % | Zweitstimmen in % |
| ------------------- | -------------------- | ---------------- | ----------------- |
| Peter Aumer         | CSU                  | 40,1             | 37,8              |
| Tobias Hammerl      | SPD                  | 16,7             | 14,5              |
| Stefan Schmidt      | GRÜNE                | 09,3             | 10,3              |
| Ulrich Lechte       | FDP                  | 06,2             | 09,0              |
| Armin Bauer         | AfD                  | 11,8             | 13,0              |
| Irmgard Freihoffer  | LINKE                | 06,0             | 06,7              |
| Tobias Gotthardt    | FREIE WÄHLER         | 06,6             | 04,2              |
| Katharina Graßler   | PIRATEN              | 00,8             | 00,4              |
| Hannes Eberhardt    | ÖDP                  | 02,3             | 01,0              |
| –                   | BP                   | 0–               | 00,7              |
| –                   | NPD                  | 0–               | 00,2              |
| –                   | Tierschutzpartei     | 0–               | 00,9              |
| –                   | MLPD                 | 0–               | 00,0              |
| –                   | Büso                 | 0–               | 00,0              |
| –                   | BGE                  | 0–               | 00,1              |
| –                   | DiB                  | 0–               | 00,1              |
| –                   | DKP                  | 0–               | 00,0              |
| –                   | DM                   | 0–               | 00,1              |
| –                   | Die PARTEI           | 0–               | 00,7              |
| –                   | Gesundheitsforschung | 0–               | 00,1              |
| –                   | V-Partei³            | 0–               | 00,2              |
| Irene Garcia Garcia | DIE VIOLETTEN        | 00,2             | 0–                |

### Bundestagswahl 2013
| Direktkandidat          | Partei       | Erststimmen in % | Zweitstimmen in % |
| ----------------------- | ------------ | ---------------- | ----------------- |
| Philipp Lerchenfeld     | CSU          | 48,5             | 48,4              |
| Karl Söllner            | SPD          | 22,0             | 19,3              |
| Horst Meierhofer        | FDP          | 04,0             | 04,6              |
| Florian Eckert          | GRÜNE        | 08,3             | 09,2              |
| Wolfgang Wittich        | Die Linke    | 03,4             | 03,9              |
| Jan Kastner             | PIRATEN      | 02,0             | 02,0              |
| Peter Haese             | NPD          | 00,8             | 00,8              |
| Claudia Wiest           | ÖDP          | 02,5             | 01,5              |
| Verena Brüdigam         | AfD          | 03,7             | 04,1              |
| Sebastian Hopfensperger | Freie Wähler | 04,6             | 04,0              |
|                         | Sonstige     | 0–               | 02,3              |

### Bundestagswahl 2009
| Direktkandidat    | Partei                | Erststimmen in % | Zweitstimmen in % | Bundestagswahl 2005 Zweitstimmen in % |
| ----------------- | --------------------- | ---------------- | ----------------- | ------------------------------------- |
| Peter Aumer       | CSU                   | 44,7             | 42,5              | 48,4                                  |
| Karl Söllner      | SPD                   | 20,8             | 17,3              | 26,1                                  |
| Jürgen Huber      | Bündnis 90/Die Grünen | 08,7             | 10,8              | 08,5                                  |
| Horst Meierhofer  | FDP                   | 12,8             | 13,6              | 09,0                                  |
| –                 | REP                   | –                | 00,6              | 00,6                                  |
| Richard Spieß     | Die Linke             | 06,2             | 06,8              | 03,6                                  |
| Karin Machner     | NPD                   | 01,6             | 01,4              | 01,4                                  |
| –                 | PBC                   | 0–               | 00,1              | 00,1                                  |
| –                 | BP                    | 0–               | 00,6              | 00,8                                  |
| Claudia Wiest     | ödp                   | 02,6             | 01,6              | 0–                                    |
| Suat Kasem        | PIRATEN               | 01,7             | 02,1              | 0–                                    |
| –                 | BüSo                  | 0–               | 00,0              | 00,1                                  |
| –                 | FAMILIE               | 0–               | 00,6              | 00,9                                  |
| –                 | MLPD                  | 0–               | 00,0              | 00,0                                  |
| –                 | Die Tierschutzpartei  | 0–               | 00,8              | 0–                                    |
| Ferdinand Frummet | RRP                   | 00,7             | 00,7              | 0–                                    |
| –                 | CM                    | 0–               | 00,1              | 00,0                                  |
| –                 | DIE VIOLETTEN         | 0–               | 00,3              | 0–                                    |

## Wahlkreissieger seit 1949
| Wahl | Name                | Partei |
| ---- | ------------------- | ------ |
| 1949 | Max Solleder        | CSU    |
| 1953 | Hermann Höcherl     | CSU    |
| 1957 | Hermann Höcherl     | CSU    |
| 1961 | Hermann Höcherl     | CSU    |
| 1965 | Hermann Höcherl     | CSU    |
| 1969 | Hermann Höcherl     | CSU    |
| 1972 | Hermann Höcherl     | CSU    |
| 1976 | Albert Schedl       | CSU    |
| 1980 | Benno Zierer        | CSU    |
| 1983 | Benno Zierer        | CSU    |
| 1987 | Benno Zierer        | CSU    |
| 1990 | Benno Zierer        | CSU    |
| 1994 | Benno Zierer        | CSU    |
| 1998 | Benno Zierer        | CSU    |
| 2002 | Maria Eichhorn      | CSU    |
| 2005 | Maria Eichhorn      | CSU    |
| 2009 | Peter Aumer         | CSU    |
| 2013 | Philipp Lerchenfeld | CSU    |
| 2017 | Peter Aumer         | CSU    |
| 2021 | Peter Aumer         | CSU    |

## Wahlkreisgeschichte
| Wahl      | Wahlkreisname  | Gebiet                                                                               |
| --------- | -------------- | ------------------------------------------------------------------------------------ |
| 1949      | 22 Regensburg  | Stadt Regensburg, Landkreis Regensburg                                               |
| 1953–1961 | 217 Regensburg | Stadt Regensburg, Landkreis Regensburg                                               |
| 1965–1972 | 220 Regensburg | Stadt Regensburg, Landkreis Regensburg                                               |
| 1976–1998 | 219 Regensburg | Stadt Regensburg, Landkreis Regensburg                                               |
| 2002–2005 | 234 Regensburg | Stadt Regensburg, Landkreis Regensburg                                               |
| 2009–2017 | 233 Regensburg | Stadt Regensburg, Landkreis Regensburg                                               |
| 2021      | 233 Regensburg | Regensburg, Landkreis Regensburg ohne die Gemeinden Brennberg und Wörth an der Donau |
| 2025–     | 232 Regensburg | Regensburg, Landkreis Regensburg ohne die Gemeinden Brennberg und Wörth an der Donau |